# Desmopachria pittieri
Desmopachria pittieri är en skalbaggsart som beskrevs av Young 1995. Desmopachria pittieri ingår i släktet Desmopachria och familjen dykare. Inga underarter finns listade i Catalogue of Life.